# Glenbalodectes norrisi
Glenbalodectes norrisi är en insektsart som beskrevs av Rentz, D.C.F. 1985. Glenbalodectes norrisi ingår i släktet Glenbalodectes och familjen vårtbitare. Inga underarter finns listade i Catalogue of Life.